# Департамент Панама
Департамент Панама (исп. Departamento de Panamá) — административная единица в составе Республики Колумбия, существовавшая в 1886—1903 годах.

## История
После гражданской войны 1884-1885 годов в стране была принята новая Конституция, ликвидировавшая полунезависимые штаты, и Суверенный штат Панама был преобразован в Департамент Панама.
С 1881 года начались работы по строительству Панамского канала. Это вызвало интерес иностранных держав к прежде отсталому окраинному региону страны. Во время очередной гражданской войны сюда были направлены войска США, и под американским давлением произошло отделение Панамы от Колумбии.

## География
Территория Департамента Перешейка совпадала с территорией провозглашённой в 1903 году Республики Панама.